# Maserati 4C
Maserati 4C är en serie tävlingsbilar, tillverkade av den italienska biltillverkaren Maserati mellan 1931 och 1938.

## Bakgrund
I slutet av tjugotalet dominerades Grand Prix racingen av fabriksstall från tillverkare som Mercedes-Benz och Alfa Romeo. Privatförarna höll till i den mindre voiturette-klassen. Maserati, som var beroende av att sälja sina bilar till privatkunder, hade gjort ett första försök att komma in i den populära klassen redan 1929 genom att placera en liten 1,1-litersmotor i T26C. Den åttacylindriga bilen var alltför stor och tung för att kunna matcha konkurrenterna och Alfieri Maserati konstruerade en ny liten fyrcylindrig bil, bättre anpassad för uppgiften.

## Utveckling

### 4C-1100
Prototypen 4CTR presenterades på Monza 1931. Bilen utvecklades till två separata modeller: 4CM var en ensitsig formelbil (it. Monoposto) med högtrimmad motor med magnettändning. 4CS var en tvåsitsig sportvagn, avsedd för landsvägstävlingar som Targa Florio och Mille Miglia. CS-motorn hade lägre effektuttag för att hålla längre tävlingar och batteritändning. Bilen hade även startmotor och full belysning.

### 4C-1500
4CM och 4CS såldes även med en större motor för att tävla i 1,5-litersklassen.

### 4CM-2000
Framgångarna med den lilla voituretten var så stora att Maserati byggde en prototyp med tvålitersmotor. 4CM-2000 debuterade vid Coppa Ciano 1933, men fick inga efterföljare.

### 4CM-2500
Maserati byggde även ett exemplar av 4CM-2500, med 2,5-litersmotor. Bilen debuterade i Monacos Grand Prix 1934. Maserati fortsatte att vidareutveckla och tävla med bilen fram till 1937.

## Tekniska data
| Tipo 4C                 | 1100                                             | 1500                                             | 2000                                             | 2500                                             |
| ----------------------- | ------------------------------------------------ | ------------------------------------------------ | ------------------------------------------------ | ------------------------------------------------ |
| Motor:                  | Frontmonterad 4-cylindrig radmotor               | Frontmonterad 4-cylindrig radmotor               | Frontmonterad 4-cylindrig radmotor               | Frontmonterad 4-cylindrig radmotor               |
| Cylindervolym:          | 1088 cm³                                         | 1408 cm³                                         | 1970 cm³                                         | 2483 cm³                                         |
| Borrning x slaglängd:   | 65 x 82 mm                                       | 69 x 100 mm                                      | 80 x 98 mm                                       | 84 x 112 mm                                      |
| Max effekt vid varvtal: | 115 hk vid 5 600 v/min                           | 115 hk vid 5 000 v/min                           | 165 hk vid 5 500 v/min                           | 195 hk vid 5 300 v/min                           |
| Ventilstyrning:         | 2 överliggande kamaxlar, 2 ventiler per cylinder | 2 överliggande kamaxlar, 2 ventiler per cylinder | 2 överliggande kamaxlar, 2 ventiler per cylinder | 2 överliggande kamaxlar, 2 ventiler per cylinder |
| Kompression:            | 5,6:1                                            | 6,0:1                                            | 5,8:1                                            | 5,8:1                                            |
| Förgasare:              | Enkel Weber 48ASS                                | Enkel Weber 48ASS                                | Enkel Weber 55ASS                                | Enkel Weber 55ASS                                |
| Överladdning:           | Roots-kompressor                                 | Roots-kompressor                                 | Roots-kompressor                                 | Roots-kompressor                                 |
| Växellåda:              | 4-växlad manuell                                 | 4-växlad manuell                                 | 4-växlad manuell                                 | 4-växlad manuell                                 |
| Hjulupphängning:        | Stela axlar, längsgående bladfjädrar             | Stela axlar, längsgående bladfjädrar             | Stela axlar, längsgående bladfjädrar             | Stela axlar, längsgående bladfjädrar             |
| Bromsar:                | Mekaniska trumbromsar                            | Mekaniska trumbromsar                            | Hydrauliska trumbromsar                          | Hydrauliska trumbromsar                          |
| Chassi & kaross:        | Lådbalksram med aluminiumkaross                  | Lådbalksram med aluminiumkaross                  | Lådbalksram med aluminiumkaross                  | Lådbalksram med aluminiumkaross                  |
| Hjulbas:                | 245 cm                                           | 270 cm                                           | 240 cm                                           | 245 cm                                           |
| Torrvikt:               | 700 kg                                           | 630 kg                                           | 580 kg                                           | 600 kg                                           |
| Toppfart:               | 150 km/h                                         | 170 km/h                                         | 215 km/h                                         | 220 km/h                                         |

## Tävlingsresultat
4C-1100  tog sin första klasseger i Eifelrennen 1932. Modellen tog även fyra klassegrar i Mille Miglia under åren 1932 till 1936.
Den större 4C-1500 var än mer framgångsrik, med ett stort antal segrar i voiturette-klassen under åren 1934 till 1938.

## Tillverkning
| Modell   | Antal |
| -------- | ----- |
| 4CS-1100 | 5     |
| 4CM-1100 | 9     |
| 4CS-1500 | 6     |
| 4CM-1500 | 12    |
| 4CM-2000 | 1     |
| 4CM-2500 | 1     |